# Михайловский Участок
Михайловский Участок — поселок в Нерчинско-Заводском районе Забайкальского края в составе сельского поселения «Михайловское».

## География
Поселок находится в южной части района на расстоянии примерно 26 километров (по прямой) к юго-западу от села Нерчинский Завод.
Климат
Климат характеризуется как резко континентальный, с продолжительной морозной зимой и относительно коротким тёплым летом. Средняя температура самого тёплого месяца (июля) составляет 18 — 19 °С (абсолютный максимум — 40 °С). Средняя температура самого холодного месяца (января) — −28,9 °С (абсолютный минимум — −53 °С). Годовое количество осадков — 412—420 мм.
Часовой пояс
Поселок находится в часовой зоне МСК+6. Смещение применяемого времени относительно UTC составляет +9:00.

## История
Основан в 1932 году.

## Население
Постоянное население составляло в 2010 году 39 человек. 2025 г. - прекратил существование